# Fernand Ladouceur
Pour l’article homonyme, voir Ladouceur.
Fernand Ladouceur, né le 2 août 1925 à Sainte-Agathe-des-Monts et mort le 23 décembre 1999, est un courtier d'assurance et homme politique canadien.

## Biographie
Né à Sainte-Agathe-des-Monts dans la région des Laurentides, il devient député du Parti progressiste-conservateur du Canada dans la circonscription fédérale de Labelle en 1984. Il ne se représenta pas en 1988.
Il est également commissaire scolaire dans le conseil de Sainte-Agathe de 1963 à 1969 et président du conseil des Laurentides de 1965 à 1969.